# Eunoë (Nymphe)
Eunoë (altgriechisch Εὐνόη Eunóē) ist eine Nymphe der griechischen Mythologie.
Eunoë war laut einem auf Pherekydes zurückgehenden Scholion zu Homers Ilias die Gattin des phrygischen Königs Dymas. Ihre gemeinsamen Kinder waren demnach Asios und Hekabe, die Gemahlin des trojanischen Königs Priamos wurde. Nach einem Scholion zu Euripides’ Tragödie Hekabe gab Pherekydes hingegen an, dass Hekabe die Tochter der Najade Euagore gewesen sei.